# 潘伯夫
潘伯夫（法語：Paimbœuf，法語發音：[pɛ̃bœf] ⓘ）是法国大西洋卢瓦尔省的一个市镇，位于该省西部，卢瓦尔河左岸，属于圣纳泽尔区。

## 地理
潘伯夫（47°17'15"N, 2°1'54"W）面积2 平方千米，位于法国卢瓦尔河地区大区大西洋卢瓦尔省，该省份为法国西北部沿海省份，位于布列塔尼半岛东南部，北起伊勒-维莱讷省，西北接莫尔比昂省，西临大西洋，南至旺代省，东临曼恩-卢瓦尔省。
与潘伯夫接壤的市镇（或旧市镇、城区）包括：科尔塞、雷地区圣佩尔、圣维欧。
潘伯夫的时区为UTC+01:00、UTC+02:00（夏令时）。

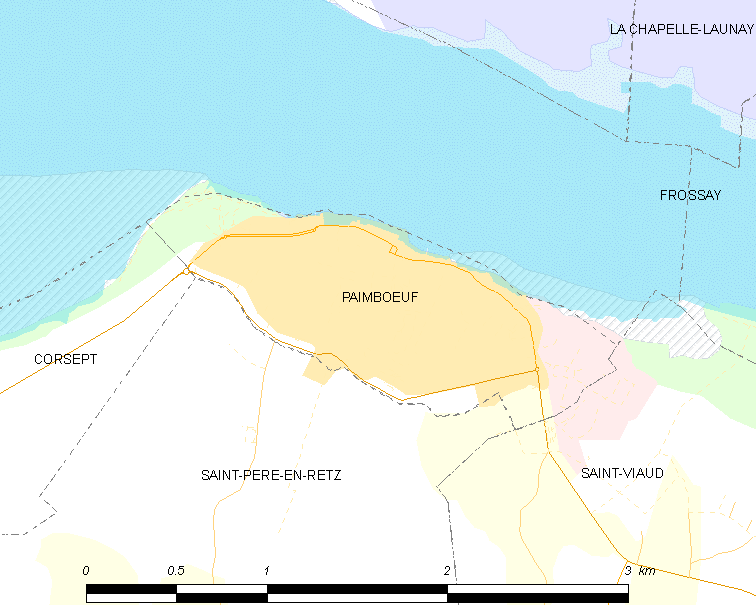
潘伯夫的OSM定位图

## 行政
潘伯夫的邮政编码为44560，INSEE市镇编码为44116。

## 政治
潘伯夫所属的省级选区为圣布雷万莱潘县。

## 交通
大西洋卢瓦尔省省道D77线、D114线和D723线经过境内。

## 人口

1962-2008年间潘伯夫人口变化图示

潘伯夫于2022年1月1日时的人口数量为3030人。